# Zakrzówek (powiat garwoliński)
Zakrzówek – wieś sołecka w Polsce położona w województwie mazowieckim, w powiecie garwolińskim, w gminie Żelechów.
| SIMC    | Nazwa     | Rodzaj    |
| ------- | --------- | --------- |
| 0695829 | Antonówka | część wsi |

W latach 1975–1998 miejscowość należała administracyjnie do województwa siedleckiego.
16 września 1997 r. w granice Zakrzówka włączono pobliską Antonówkę wcześniej należącą do wsi Jarczew i gminy Wola Mysłowska.
Wierni Kościoła rzymskokatolickiego należą do parafii Zwiastowania Najświętszej Maryi Panny w Żelechowie.